# Lambert al II-lea de Leuven
Lambert al II-lea (d. 19 iunie 1054, Tournai) a fost conte de Louvain de la 1033 până la moarte.
Lambert era fiul contelui Lambert I de Leuven (d. 1015).
Potrivit Vita Gudilae (consemnări pentru perioada 1048–1051), Lambert a succedat fratelui său, Henric I de Leuven.
Lambert a tratat cu dispreț atât autoritățile temporale cât și pe cele spirituale, iar în 1054 chiar a luat armele împotriva împăratului Henric al III-lea. A fost înfrânt și și-a pierdut și viața la Tournai.
În vremea domniei sale, Bruxelles și-a început viața orășenească. Lambert a intermediat transferul rămășițelor Sfintei Gudula în biserica Sfântului Mihail. Biserica respectivă, din acel moment cunoscută sub numele de Sfinții Mihail și Gudulae, s-a dezvoltat pentru a deveni catedrala Sfinților Mihail și Gudula. De asemenea, Lambert a consturit fortăreața de pe colina Coudenberg.

## Familia
Lambert de Leuven a fost căsătorit cu Uda de Lorena (numită și Oda de Verdun), fiică a ducelui Gothelo I de Lotharingia. Copiii lor au fost:
- Henric, succesorul la conducerea comitatului; căsătorit cu Adela de Orthen, fiică a contelui Everard de Orthen (sau Betuwe).
- Adela, căsătorită cu margraful Otto I de Meissen, conte de Weimar; ulterior, recăsătorită cu margraful Dedi I al Saxoniei răsăritene.
- Reginar (Rainier); căzut în bătălia de la Hesbaye din 1077.

1. ↑  Lambert II, Comte de Louvain, The Peerage, accesat în 9 octombrie 2017
2. ↑  Medieval Lands, accesat în 42400 Verificați datele pentru: |access-date= (ajutor)
3. ↑  The Peerage